# Порчелино (Фиренца)
Порчелино је насеље у Италији у округу Фиренца, региону Тоскана.
Према процени из 2011. у насељу је живело 376 становника. Насеље се налази на надморској висини од 133 м.